# 7. grenadirski polk (Italija)
7. grenadirski polk Granatieri di Napoli (izvirno italijansko 7° Reggimento Granatieri di Napoli ) je bil grenadirski polk, ki je deloval v sestavi Kraljeve italijanske kopenske vojske.

## Zgodovina
Polk je bil preoblikovan v 76. pehotni polk Napoli.